# Няфта
Няфта — река в Архангельской области России, левый приток Пёзы (бассейн Мезени).
Длина реки составляет 138 км, площадь водосборного бассейна — 1440 км². Притоки: Березнинский Ялуй, Катара (Катора), Лиственничный, Манбас, Нырзынга (Нырзанга), Палей, Погорельский Ялуй, Пожа. В устье реки находится деревня Усть-Няфта. Высота устья — 6,5 м над уровнем моря.
Долина реки относится к Мезенской синеклизе, поэтому в советское время на Средненяфтинской площади проводились буровые работы по поиску нефти. В 2001 году была пробурена Средненяфтинская скважина-21 (более 4000 метров), которая оказалась непродуктивной, так как в этом месте под потенциально нефтеносными слоями не оказалось покрышки или флюидоупора — пород, которые бы как экран препятствовали уходу нефти из пород-коллекторов.
По названию реки получил обозначение няфтазух — терапсид среднепермской эпохи.

## Данные водного реестра
По данным государственного водного реестра России относится к Двинско-Печорскому бассейновому округу, водохозяйственный участок реки — Мезень от водомерного поста деревни Малонисогорская и до устья. Речной бассейн реки — Мезень.
Код объекта в государственном водном реестре — 03030000212103000050282.